# Борба за господство по Черно море
Борба за господство по Черно море е операция на Руския черноморски флот за осигуряване на комуникациите на Действуващата армия по Черно море и защита на руското черноморско крайбрежие. Провежда се по време на Руско-турска война (1877-1878).

## Оперативна обстановка
Стратегическият план на Русия за водене на войната предвижда осигуряване на редовни комуникации по Черно море и защита на руското черноморско крайбрежие. През 1871 г. с решенията на Лондонска конференция на Великите сили отпада забраната на Парижкия мирен договор (1856) за възстановяване на Руския черноморски флот. Поради недостиг на време за подготовка Руският черноморски флот отстъпва на Османския флот. В началото на войната включва 2 брегови броненосеца „Новгород“ и „Вицеадмирал Попов“, 4 корвета, 20 парахода, 14 шхуни, 1 |баркас, 5 катера, 7 миноносни лодки и 22 търговски кораба. Основна задача е атакуването на противниковите търговски и транспортни кораби. Главно средство са минните атаки на лейтенант Степан Макаров. За охрана на Черноморското крайбрежие са привлечени и сухопътни сили: 7-и армейски корпус с командир генерал-лейтенант Николай Ганецки и 10-и армейски корпус с командир генерал-лейтенант Семьон Воронцов.
Османският черноморски флот включва 22 броненосни и 82 неброненосни кораба със 763 оръдия и екипаж 15 000 офицери и матроси. Извършва главно превози на военни части, оръжие, боеприпаси и продоволствие.
Поради действията на сухопътните сили на страните далеч от Черноморското крайбрежие сблъсъкът е в открито море и на подстъпите към османските пристанища.

## Битка по Черно море

### Бой на „Веста“ и „Фетхи Буленд“
На 10 юли 1877 г. руският параход „Веста“ с водоизместимост 1800 т. и 11 оръдия, екипаж от 134 офицери и матроси открива османската броненосна корвета „Фехти Буленд“ с водоизместимост 1600 т. с 6 голямокалибрени оръдия и екипаж от 170 офицери и матроси недалеч от пристанище Кюстенджа. Води се 5-часов морски бой. „Фехти Буленд“ причинява повреди на „Веста“ и загуба на екипаж от 33 убити и ранени. „Веста“ запазва боеспособност и контраатакува с артилерийско нападение. Мониторна руска бомба изкарва от строя командната кула на „Фехти Буленд“, поврежда носовото голямокалибрено оръдие и предизвиква значителен пожар на борда. Османският командир забавя движението, сменя курса и се изтегля от двубоя.

### Минни атаки
Провеждат се по инициатива на лейтенант Степан Макаров. Първата атака е извършена на 13 май 1877 г. от катера „Чесма“, който атакува противников стражеви кораб в пристанището на Батуми. На 11 юни е атакувана до пристанището Сулина и тежко е повредена османската броненосна корвета „Инджалие“. В пристанището на Сухуми на 11 август е повреден броненосецът „Асари Шевкет“. Последните 2 атаки са срещу кораби в пристанището на Батуми на 15 декември 1877 г. и 14 януари 1878 г. Атаката на броненосеца „Махмудие“ е безрезултатна и е потопен парахода „Интибах“.
Руските минни атаки допринасят за парализиране действията османския флот и сериозно затрудняват неговите действия.